# Czerwony Krzyż (wieś)
Czerwony Krzyż – wieś w Polsce położona w województwie podlaskim, w powiecie sejneńskim, w gminie Krasnopol.
| SIMC    | Nazwa        | Rodzaj    |
| ------- | ------------ | --------- |
| 0760745 | Nakamień     | część wsi |
| 0760751 | Pod Krusznik | część wsi |

Wieś duchowna położona była w końcu XVIII wieku w powiecie grodzieńskim województwa trockiego. W latach 1975–1998 miejscowość administracyjnie należała do województwa suwalskiego.

## Historia
23 czerwca 1944 roku o godzinie 4 w nocy do wsi wkroczyła żandarmeria niemiecka dokonując pacyfikacji. Mieszkańcom nakazano opuszczenie domów po czym 53 osoby załadowano na samochody ciężarowe i wywieziono je do obozów koncentracyjnych. Wieś została prawie kompletnie spalona. Z liczby 43 gospodarstw pozostało jedynie 5. We wsi znajduje się głaz z wykutym napisem upamiętniającym zdarzenie.

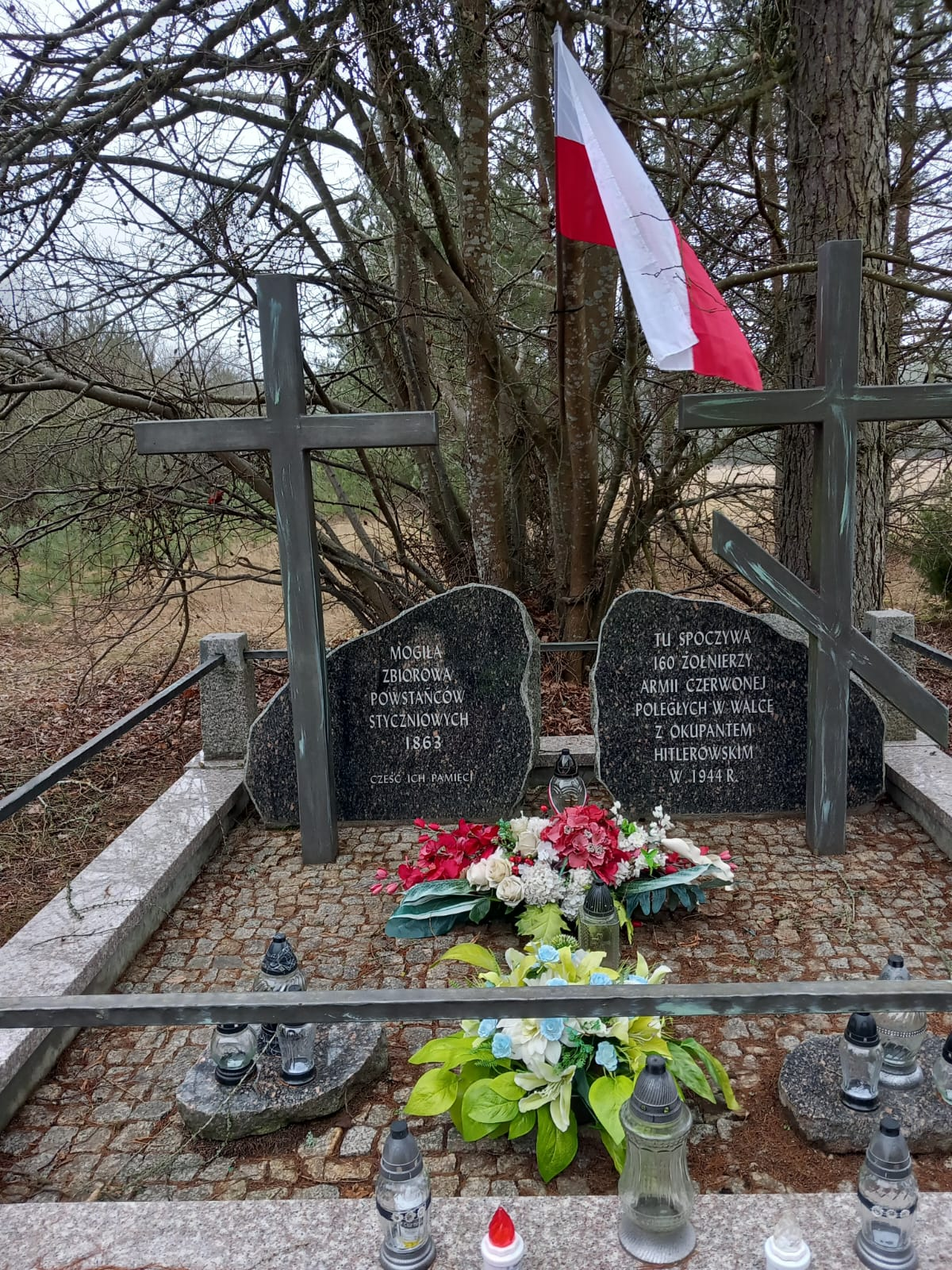
Miejsce pamięci w Czerwonym Krzyżu (2025)